# 新潟県道78号大潟高柳線
新潟県道78号大潟高柳線（にいがたけんどう78ごう おおがたたかやなぎせん）は、新潟県上越市から柏崎市に至る県道（主要地方道）である。

## 概要

### 路線データ
- 実延長：43,137.2 m[1]
- 起点：新潟県上越市大潟区潟町（国道8号交点）
- 終点：新潟県柏崎市高柳町高尾字谷内尻（新潟県道12号松代高柳線交点）

## 歴史
- 1993年（平成5年）5月11日 - 建設省から、県道吉川潟町停車場線の一部・県道上越安塚柏崎線の一部・県道高柳板山線の一部・県道高柳小国小千谷線の一部・県道松代高柳線の一部が大潟高柳線として主要地方道に指定される[2]。

## 路線状況

### 重複区間
- 新潟県道13号上越安塚柏崎線（上越市吉川区川谷字上川谷 - 上越市大島区板山）
- 国道353号（柏崎市高柳町石黒字久保田 - 柏崎市高柳町石黒）

## 地理

### 通過する自治体
- 上越市
- 柏崎市

### 交差する道路
- 国道8号（北陸道）（起点：吉川町入口交差点）
- 新潟県道30号新井柿崎線（梶交差点）
- 新潟県道240号上増田吉川線（上越市吉川区山方）
- 新潟県道338号原之町上下浜停車場線（上越市吉川区原之町字上町）
- 新潟県道61号柿崎牧線（原之町交差点）
この間未開通区間あり（上越市吉川区尾神 - 上越市吉川区川谷字下川谷）
- 新潟県道241号川谷十町歩線（上越市吉川区川谷字下川谷）
- 新潟県道13号上越安塚柏崎線（上越市吉川区川谷字上川谷 - 上越市大島区板山で重複）
- 国道353号（柏崎市高柳町石黒字久保田）
- 新潟県道275号門出石黒線（柏崎市高柳町石黒字アラ屋）（国道353号 重複区間）
- 国道353号（柏崎市高柳町石黒で重複）
この間未開通区間あり（柏崎市高柳町門出 - 柏崎市高柳町高尾）
- 新潟県道12号松代高柳線（終点：柏崎市高柳町高尾字谷内尻）

### 沿線にある施設など
- JR信越本線 潟町駅
- 北陸自動車道
  - 潟町BS - 大潟PA/スマートIC
- 上越市国民健康保険 吉川診療所
- 柏崎市国民健康保険 高柳診療所
- 上越市役所
  - 大潟区総合事務所
  - 吉川区総合事務所
- 柏崎市役所
  - 高柳町事務所
- 上越市立大潟町中学校
- 上越市立吉川中学校
- 上越市立吉川小学校
- 柏崎市立高柳中学校
- 柏崎市立高柳小学校
- 潟町郵便局（上越市）
- JAえちご上越 吉川支店
- JA柏崎 高柳支店
- 吉川郵便局（上越市）
- 川谷簡易郵便局（上越市）
- 旭郵便局（上越市）
- 石黒簡易郵便局（柏崎市）
- 高柳郵便局（柏崎市）
- 道の駅じょんのびの里高柳
- 新潟県立大潟水と森公園
- 鵜の浜温泉
- 鵜の浜海水浴場
- 高柳ガルルのスキー場
- 男山
- 黒姫山
- 黒姫キャンプ場